# Emanuele Alberto Guerrieri di Mirafiori
Emanuele Alberto Guerrieri di Mirafiori (Moncalieri, 26 agosto 1851 – Sommariva Perno, 24 dicembre 1894) era figlio di Vittorio Emanuele II di Savoia e della sua sposa morganatica Rosa Vercellana.

## Biografia
Rosa, creata poi contessa di Mirafiori e di Fontanafredda da Vittorio Emanuele II, trasmise i titoli al figlio. In quanto figlio di Vittorio Emanuele II di Savoia, era fratellastro di Umberto I di Savoia, di Amedeo I di Spagna, di Oddone Eugenio Maria, di Maria Clotilde e di Maria Pia. Aveva una sola sorella, Vittoria, nata il 2 dicembre 1848.
Partecipò all'età di 15 anni (era il più giovane ufficiale del Regio Esercito) alla terza guerra d'indipendenza e venne fregiato della medaglia al valor di marina. 
Svolse in seguito attività di produttore di vini e altri prodotti agricoli nei territori di Serralunga d'Alba e di Barolo. Fu presidente di associazioni di ex combattenti e sportive.

## Matrimonio e discendenza
Sposò nel 1872 Bianca Enrichetta de Larderel, figlia di Gastone Larderel conte di Montecerboli e nipote di Francesco Giacomo de Larderel dalla quale ebbe due figli:
- Vittorio Emanuele (1873-1896)
- Gastone (1878-1943)

## Albero genealogico
|                                |   |                             | Genitori                         |  |  | Nonni |  |  | Bisnonni                           |  |  | Trisnonni                              |  |
|                                |   |                             |                                  |  |  |       |  |  | Carlo Emanuele di Savoia-Carignano |  |  | Vittorio Amedeo II di Savoia-Carignano |  |
|                                |   |                             |                                  |  |  |       |  |  | Carlo Emanuele di Savoia-Carignano |  |  | Vittorio Amedeo II di Savoia-Carignano |  |
|                                |   | Giuseppina Teresa di Lorena |                                  |  |  |       |  |  | Carlo Emanuele di Savoia-Carignano |  |  |                                        |  |
| Carlo Alberto di Savoia        |   |                             |                                  |  |  |       |  |  | Carlo Emanuele di Savoia-Carignano |  |  |                                        |  |
|                                |   | Maria Cristina di Sassonia  | Carlo di Sassonia                |  |  |       |  |  |                                    |  |  |                                        |  |
|                                |   | Maria Cristina di Sassonia  | Carlo di Sassonia                |  |  |       |  |  |                                    |  |  |                                        |  |
|                                |   | Maria Cristina di Sassonia  | Francesca Korwin-Krasińska       |  |  |       |  |  |                                    |  |  |                                        |  |
| Vittorio Emanuele II di Savoia |   | Maria Cristina di Sassonia  |                                  |  |  |       |  |  |                                    |  |  |                                        |  |
|                                |   | Ferdinando III di Toscana   | Leopoldo II d'Asburgo-Lorena     |  |  |       |  |  |                                    |  |  |                                        |  |
|                                |   | Ferdinando III di Toscana   | Leopoldo II d'Asburgo-Lorena     |  |  |       |  |  |                                    |  |  |                                        |  |
|                                |   | Ferdinando III di Toscana   | Maria Ludovica di Borbone-Napoli |  |  |       |  |  |                                    |  |  |                                        |  |
| Maria Teresa d'Asburgo         |   | Ferdinando III di Toscana   |                                  |  |  |       |  |  |                                    |  |  |                                        |  |
|                                |   | Luisa di Borbone-Napoli     | Ferdinando I di Borbone          |  |  |       |  |  |                                    |  |  |                                        |  |
|                                |   | Luisa di Borbone-Napoli     | Ferdinando I di Borbone          |  |  |       |  |  |                                    |  |  |                                        |  |
|                                |   | Luisa di Borbone-Napoli     | Maria Carolina d'Asburgo-Lorena  |  |  |       |  |  |                                    |  |  |                                        |  |
| Emanuele Guerrieri             |   | Luisa di Borbone-Napoli     |                                  |  |  |       |  |  |                                    |  |  |                                        |  |
|                                | … | …                           |                                  |  |  |       |  |  |                                    |  |  |                                        |  |
|                                | … | …                           |                                  |  |  |       |  |  |                                    |  |  |                                        |  |
|                                | … | …                           |                                  |  |  |       |  |  |                                    |  |  |                                        |  |
| Giovanni Battista Vercellana   | … |                             |                                  |  |  |       |  |  |                                    |  |  |                                        |  |
|                                |   | …                           | …                                |  |  |       |  |  |                                    |  |  |                                        |  |
|                                |   | …                           | …                                |  |  |       |  |  |                                    |  |  |                                        |  |
|                                |   | …                           | …                                |  |  |       |  |  |                                    |  |  |                                        |  |
| Rosa Teresa Vercellana         |   | …                           |                                  |  |  |       |  |  |                                    |  |  |                                        |  |
|                                |   | …                           | …                                |  |  |       |  |  |                                    |  |  |                                        |  |
|                                |   | …                           | …                                |  |  |       |  |  |                                    |  |  |                                        |  |
|                                |   | …                           | …                                |  |  |       |  |  |                                    |  |  |                                        |  |
| Maria Teresa Griglio           |   | …                           |                                  |  |  |       |  |  |                                    |  |  |                                        |  |
|                                |   | …                           | …                                |  |  |       |  |  |                                    |  |  |                                        |  |
|                                |   | …                           | …                                |  |  |       |  |  |                                    |  |  |                                        |  |
|                                |   | …                           | …                                |  |  |       |  |  |                                    |  |  |                                        |  |
|                                |   | …                           |                                  |  |  |       |  |  |                                    |  |  |                                        |  |